# テア・フォン・ハルボウ

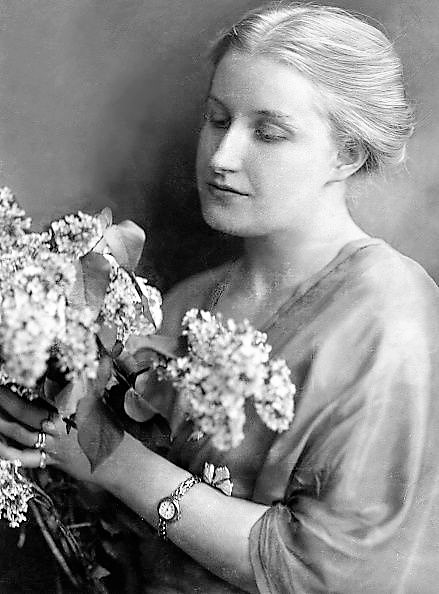
テア・フォン・ハルボウ

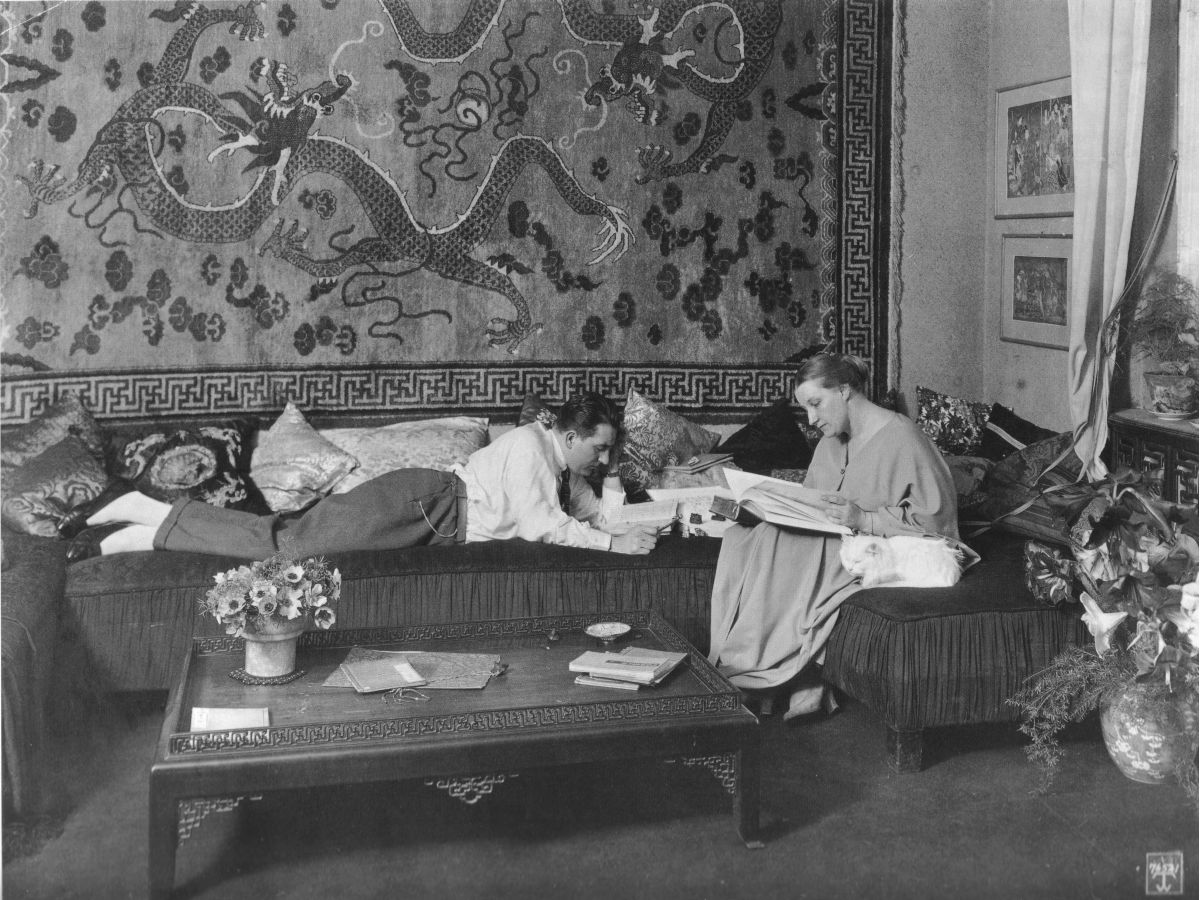
フリッツ・ラングとテア・フォン・ハルボウ（右）

テア・フォン・ハルボウ（Thea von Harbou, 1888年12月27日 - 1954年7月1日）は、ドイツの女性作家。夫のフリッツ・ラングにシナリオを提供した。

## 生涯
1888年、バイエルン王国タウパーリッツ・バイ・ホーフ（現在はバイエルン州デーラウに編入）の営林署長の娘として生まれ、文才を生かしベルリンで作家になる。1914年に俳優ルドルフ・クライン＝ロッゲと結婚するが、後に離婚する。
1920年にユダヤ系の母を持つ映画監督フリッツ・ラング（ただし、本人はカトリック）と結婚して優雅な生活を送った。夫の多くの映画製作を助けるが、ドイツ国内の政情の変化で国家社会主義ドイツ労働者党（ナチス）を支持するようになったために、1932年に夫と離婚し仕事だけの付き合いになった。1934年にラングがアメリカへ亡命した後もドイツに残り、ナチス好みの小説を出版しつづけた。
戦後は短い抑留期間を経た後に映画界に復帰したが、ドイツが東西に分裂後の1954年、ベルリンでの上映会から帰宅中に転倒により負傷し、その後症状が悪化し死亡した。

## 主な作品

### 映画
- 死滅の谷（1921年）
- ドクトル・マブゼ（1922年）
- ファントム（英語版）（1922年）
- 燃ゆる大地（英語版）（1922年）
- 化石騎士（英語版）（1923年）
- ニーベルンゲン（英語版）（1924年）
- ミカエル（英語版）（1924年）
- メトロポリス（1927年）
- スピオーネ（1928年）
- 月世界の女（1929年）
- M （1931年）
- 怪人マブゼ博士（1933年）
- 桃源郷（英語版）（1934年）
- プロシヤの旗風（英語版）（1935年）